# Can Garriga (les Masies de Sant Amanç)
Can Garriga és un mas abandonat del municipi d'Anglès (la Selva). Aquesta edificació es troba a 350 metres sobre el nivell del mar, enclavada al final del bosc de Terra Blanca, vora la riera de Sant Amanç. Actualment el seu estat és ruïnós, s'ha ensorrat la teulada i els quatre murs laterals mig enrunats estan coberts d'heura i altres lianes. És una obra inclosa en l'Inventari del Patrimoni Arquitectònic de Catalunya.